# WWF Capital Carnage
WWF Capital Carnage was een professioneel worstel-pay-per-view (PPV) evenement dat georganiseerd werd door de Amerikaanse worstelorganisatie World Wrestling Federation (WWF, nu WWE). Dit evenement vond plaats op 6 december 1998 in het London Arena in Londen, Engeland.

## Resultaten
| Nr.                                                                          | Match | Winnaar(s)                           |       |
| ---------------------------------------------------------------------------- | --- | ------------------------------------ | ----- |
| -                                                                            | Droz vs. Mosh in een een-op-een match                                                                                        | Droz                                 | [ 1 ] |
| 1                                                                            | Al Snow vs. Gangrel in een een-op-een match                                                                                  | Gangrel                              | [ 1 ] |
| 2                                                                            | The Headbangers vs. The Legion of Doom in een tag team match                                                                 | The Headbangers                      | [ 1 ] |
| 3                                                                            | Goldust vs. Val Venis in een een-op-een match                                                                                | Val Venis                            | [ 1 ] |
| 4                                                                            | Tiger Ali Singh vs. Edge in een een-op-een match                                                                             | Tiger Ali Singh                      | [ 1 ] |
| 5                                                                            | Jacqueline en Marc Mero vs. Sable en Christian in een mixed tag team match                                                   | Sable en Christian                   | [ 1 ] |
| 6                                                                            | Ken Shamrock (c) vs. Steve Blackman in een een-op-een matchvoor het WWF Intercontinental Championship                        | Ken Shamrock (c)                     | [ 1 ] |
| 7                                                                            | Triple H (met Chyna) vs. Jeff Jarrett (met Debra) in een een-op-een match                                                    | Triple H                             | [ 1 ] |
| 8                                                                            | The New Age Outlaws (c) vs. D'Lo Brown en Mark Henry in een tag team match voor het WWF Tag Team Championship                | The New Age Outlaws (c)              | [ 1 ] |
| 9                                                                            | The Rock (c) vs. X-Pac in een een-op-eenmatch voor het WWF Championship                                                      | Thee Rock (c); diskwalificatie X-Pac | [ 1 ] |
| 10                                                                           | Kane vs. Mankind vs. Steve Austin vs. The Undertaker in een Fatal Four-Way match met Gerald Brisco als special guest referee | Steve Austin                         | [ 1 ] |
| (c) huidige kampioen voor en na de match \| (nc) nieuwe kampioen na de match | |                                      | [ 1 ] |